# NGC 437
NGC 437 ist eine Linsenförmige Galaxie vom Hubble-Typ S0/a im Sternbild Fische auf der Ekliptik. Sie ist rund 240 Millionen Lichtjahre entfernt und hat einen Durchmesser von etwa 90.000 Lichtjahren. 

Im selben Himmelsareal befindet sich u. a. die Galaxie NGC 455.
Das Objekt wurde am 22. Oktober 1886 von dem US-amerikanischen Astronomen Lewis A. Swift entdeckt.